# Oberonia padangensis
Oberonia padangensis är en orkidéart som beskrevs av Rudolf Schlechter. Oberonia padangensis ingår i släktet Oberonia och familjen orkidéer. Inga underarter finns listade i Catalogue of Life.